# Ла-Бреоль
Ла-Брео́ль (фр. La Bréole, окс. La Breula) — коммуна во Франции, находится в регионе Прованс — Альпы — Лазурный Берег. Департамент коммуны — Альпы Верхнего Прованса. Входит в состав кантона Ле-Лозе-Юбей. Округ коммуны — Барселоннет.
Код INSEE коммуны — 04033.

## Население
Население коммуны на 2008 год составляло 346 человек.
| 1962 | 1968 | 1975 | 1982 | 1990 | 1999 | 2008 |
| ---- | ---- | ---- | ---- | ---- | ---- | ---- |
| 477  | 256  | 235  | 252  | 279  | 325  | 346  |

## Экономика
Основу экономики составляют сельское хозяйство и туризм. Есть две гидроэлектростанции.
В 2007 году среди 198 человек в трудоспособном возрасте (15—64 лет) 152 были экономически активными, 46 — неактивными (показатель активности — 76,8 %, в 1999 году было 67,6 %). Из 152 активных работали 141 человек (72 мужчины и 69 женщин), безработных было 11 (3 мужчин и 8 женщин). Среди 46 неактивных 18 человек были учениками или студентами, 19 — пенсионерами, 9 были неактивными по другим причинам.

## Достопримечательности
- Церковь Сен-Пьер (1581 год)
- Церковь Сен-Марселлин
- Церковь Сен-Бартелеми (1695 год)
- Церковь Сен-Марк (1860 год)